# Milton Obote
Apollo Milton Opeto Obote (nascut el 28 de desembre de 1925 a Akokoro, Uganda - mort el 10 d'octubre de 2005 a Johannesburg, Sud-àfrica) va ser un polític ugandès, President de la República d'Uganda per dos períodes; el primer d'ells entre 1966 i 1971, i el segon entre 1980 i 1985.

## Inicis de la seva trajectòria política
Va començar la seva carrera política amb Jomo Kenyatta a Kenya, després d'haver-se-li negat una oportunitat d'estudiar lleis als Estats Units pels britànics que presidien el govern colonial a Uganda. De tornada al seu país, va fundar el Congrés Nacional d'Uganda (CNU) el 1955, per lluitar políticament per la independència. El 1958 va ser elegit per a l'Assemblea Legislativa del país, encara sota domini britànic. El 1959 es fractura el CNU, i Obote es converteix a cap del partit escindit Congrés Popular d'Uganda (CPU), que intentava representar fonamentalment els interessos dels pobles acholi i lango, junt amb restringir el poder del regne meridional de Buganda, sota el rei Mutesa II. Després de diversos anys com a cap de l'oposició, Obote va formar una coalició amb Buganda, i va ser elegit Primer Ministre el 1961. En aquest càrrec Obote es va implicar en el contraban d'or, al costat d'Idi Amin Dada. El 1966, quan el Parlament va exigir una investigació sobre Obote i l'expulsió d'Amin, Obote va suspendre la Constitució i va arrestar diversos membres del seu gabinet, va assaltar el Palau Reial i va obligar Mutesa II a abdicar i exiliar-se, proclamant una nova Constitució que establia un estat republicà centralitzat i abolia la monarquia i l'estat federal. Es va autoproclamar President.

## Primera presidència i exili
El seu govern va ser autoritari i corrupte. Va implementar la persecució d'algunes minories ètniques i va dur a terme una sagnant repressió contra qualsevol tipus de dissidència. Va decidir distanciar-se del Regne Unit i va condemnar l'apartheid de Sud-àfrica i Rhodèsia (actual Zimbàbue). El 1971 va ser enderrocat pel cop militar dirigit pel seu propi col·laborador, Idi Amin Dada.
Es va exiliar a Tanzània, on va ser bé acollit per les seves bones relacions amb el president d'aquest país Julius K. Nyerere. El règim d'Amin, en el poder a Uganda, va decidir envair Tanzània. Tanzània, que tenia un exèrcit netament superior, va contrarestar ràpidament l'atac i va envair Uganda. Això va ser aprofitat per Obote per conquerir novament el poder el 1980, mitjançant un frau electoral.

## Segona presidència
En aconseguir novament el poder, va permetre el revengisme de les víctimes del règim de terror d'Amin. La seva política repressiva va revifar la guerra civil ja iniciada per Amin, i al mig de la qual sorgeixen grups guerrillers que ataquen al seu govern, com els dirigits per Joveri Museveni, qui utilitza refugiats tutsis per combatre'l. Aquest i altres factors van incidir perquè Uganda ingressés directament en els conflictes a Ruanda i al Zaire.

## Segon exili i mort
El 1985, Obote va ser enderrocat per Bazilio i Tito Okello. Després d'això es va exiliar a Zàmbia. Per anys es va dir que tornaria a la política, fins que l'agost de 2005 va anunciar la seva decisió de dimitir com a líder de la CPU. El setembre de 2005 es va dir que tornaria a Uganda abans de cap d'any.
El 10 d'octubre, Obote va morir en un hospital a Johannesburg.
El 28 de novembre la seva esposa Miria Obote va ser elegida presidenta de la CPU.
Se li va donar un funeral d'estat, presidit pel president Museveni a Kampala, per a la sorpresa de molts ugandesos, ja que ambdós eren enverinats rivals.